# Parafia Matki Boskiej Nieustającej Pomocy w Gdańsku
Parafia Matki Boskiej Nieustającej Pomocy w Gdańsku – rzymskokatolicka parafia usytuowana w gdańskiej dzielnicy Brętowo przy ulicy Słowackiego. Wchodzi w skład dekanatu Gdańsk Oliwa, który należy do archidiecezji gdańskiej.

## Historia

### Początki
Z chwilą utworzenia w 1901 parafii w Gdańsku Wrzeszczu zostało do niej przydzielone także Brętowo. Mieszkańcy w większości stanowili rdzenną ludność kaszubską i głównie zajmowali się uprawą roli. W 1904 parafia Najświętszego Serca Jezusowego zakupiła położoną w Brętowie parcelę. Przeznaczono ją pod cmentarz parafialny (Cmentarz Brętowski), który rozpoczął swoje funkcjonowanie w 1906. W 1910 rząd pruski wydał pozwolenie na wybudowanie kaplicy pogrzebowej na cmentarzu, a już w 1914 mieszkańcy Brętowa i górnej Strzyży zwrócili się z do biskupa chełmińskiego z prośbą o możliwość odprawiania w niej codziennej mszy świętej. Swoją prośbę motywowali dużą odległością do parafii wrzeszczańskiej i oliwskiej. W 1920 biskup dekretem oficjalnie adoptował kaplicę do celów duszpasterskich. Pierwszym duszpasterzem Brętowa został ks. Jan Kamulski, mianowany 1 maja 1921, ale odprawianie nabożeństw rozpoczęto już w kwietniu tegoż roku. Jednocześnie proboszcz parafii Najświętszego Serca Jezusa ks. Walter Wienke, podarował kaplicę gminie katolickiej w Brętowie. I tak u progu lat dwudziestych poprzedniego stulecia owa kaplica cmentarna zaczęła spełniać funkcję świątyni katolickiej. Dekretem z dnia 22 listopada 1922 administrator apostolski ks. Biskup Edward O’Rourke powołał w Brętowie kurację. Należała ona do parafii oliwskiej. Pierwszym kuratorem Brętowa ks. Biskup mianował ks. J. Kamulskiego, który rezydował w Oliwie. Pełnił on swoją funkcję do 1927. Do czasu powstania w Brętowie parafii (1929), kaplicę wielokrotnie przebudowywano. W 1929 na terenie kuracji brętowskiej mieszkało 2600 katolików. Stworzyło to podstawy do powołania samodzielnej jednostki duszpasterskiej.
Uzyskawszy zgodę senatu gdańskiego, ks. bp Edward O’Rourke, dekretem z dnia 20 lutego 1929 ustanowił nową parafię, włączając ją do dekanatu Gdańsk II. Erekcja parafii nastąpiła 1 kwietnia 1929. Parafia otrzymała wezwanie Matki Bożej Nieustającej Pomocy w związku z umiłowaniem tego maryjnego wizerunku przez ks. J. Kamulskiego. Rodzina w dniu jego prymicji ofiarowała mu ikonę MBNP, który przywiózł do Brętowa i umieścił w dotychczasowej kaplicy cmentarnej.

## Kościół parafialny

### Stary kościół
Katolicki kościół parafialny pw. Matki Bożej Nieustającej Pomocy został zbudowany w latach 1912–1935. Wzniesiona w latach 1912–1913 kaplica cmentarna, po rozbudowie świątyni, stanowiła jej część zachodnią. Uroczyste poświęcenie kościoła miało miejsce 29 października 1929. Kościół brętowski stanowił przykład podmiejskiej architektury sakralnej, kształtowanej jeszcze w duchu stylów historycznych. Jego kubatura wynosiła 2284 m³. Budynek został zaprojektowany jako parterowy. Dach kościoła był drewniany, dwuspadowy i kryty dachówką holenderską. W momencie rozbiórki długość kościoła wynosiła 34,50 m zaś szerokość 16,90 m. Z chwilą ukończenia rozbudowy kościoła jego wnętrze wyposażono w ołtarze. Główny poświęcony był Matce Bożej Nieustającej Pomocy, boczne zaś św. Józefowi, św. Antoniemu oraz Sercu Pana Jezusa. Podczas wojny kościół bardzo ucierpiał zwłaszcza dach i ściany. Pierwszego powojennego remontu kościoła dokonał wraz z parafianami ks. W. Sześciuk. Wiadomo że w 1948 w ołtarzu głównym znajdowała się drewniana rzeźba Matki Bożej z otaczającymi ją dwoma aniołami, określana przez parafian „figurą Matki Bożej Nieustającej Pomocy”. Została wykonana w Bydgoszczy w 1932. W centrum ołtarza znajdowało się w 1952 dębowe tabernakulum. W prawym ołtarzu bocznym umieszczona była ikona Matki Bożej Nieustającej Pomocy pamiętający czasy ks. J. Kamulskiego. W 1960, po nawiedzeniu parafii przez kopię Obrazu Matki Bożej Częstochowskiej, ks. proboszcz zakupił nowy obraz Pani Jasnogórskiej, wykonany w drewnie topolowym przez malarkę Ludmiłę Grentowską z Oliwy. W 1964 otrzymał on zasłonę z malowidłem św. Wojciecha a w 1971 koronę sukienki. 18 czerwca 1961 odbyła się w parafii wielka uroczystość ku czci św. Antoniego z Padwy. Na jej pamiątkę po lewej stronie pod chórem umieszczono obraz św. Antoniego o wymiarach 2 m × 1 m, przedstawiający świętego, trzymającego Boże Dzieciątko. Piękną oprawę obrazu ufundował i sam wykonał Józef Piastowski z ulicy Niedźwiednik. W tym samym roku przeniesiono z bocznego ołtarza do głównego ikonę Matki Bożej Nieustającej Pomocy, która otrzymała korony i sukienki. Ikona ta była zasłonięta początkowo obrazem św. Teresy od Dzieciątka Jezus, następnie obrazem Serca Pana Jezusa, a jeszcze później, do momentu rozbiórki kościoła w 1988, zasłaniany malowidłem przedstawiającym Ukrzyżowanie Jezusa.
W marcu 1988 ekipa górali, która tynkowała dolny kościół nowo wznoszącej się świątyni, rozebrała stary kościółek. Odzyskana z niego dachówkę przekazano dla budującego się kościoła w Straszynie, natomiast cegłę zużyto do wykonania ściany prezbiterium w górnym nowym kościele.

### Budowa nowej świątyni
Rozbudowa mieszkaniowa, a przy tym wzrost mieszkańców Brętowskiej parafii przyczynił się do decyzji o budowie nowego kościoła, ponieważ dotychczasowa świątynia stała się niewystarczająca dla potrzeb duszpasterskich. W starym kościele było tylko siedemset miejsc, a nowe warunki wymagały około 3 tysięcy. Nie było realnej możliwości jego rozbudowy.
Autorem projektu nowego kościoła, nowej plebanii, jak i zagospodarowania terenu parafialnego został inżynier architekt Józef Jakubowski. Wykonawcą robót mieli być społecznie pracujący parafianie pod nadzorem powołanego odpowiedzialnego kierownika robót z uprawnieniami budowlanymi. 26 września 1978 ks. proboszcz K. Krucz otrzymał z Urzędu Wojewódzkiego zatwierdzenie planów i zgodę na budowę świątyni i plebanii. Kopanie fundamentów rozpoczęto 27 lipca 1980, natomiast we wrześniu 1981 wznoszenie filarów i ścian dolnego kościoła. Kamień węgielny pod nową świątynię przywieziono w sierpniu 1981 z Jasnej Góry, zaś wmurowano go w dniu 11 lipca 1983 podczas uroczystej Mszy świętej, z udziałem kapituły katedralnej gdańskiej, której przewodniczył ordynariusz diecezji gdańskiej ks. biskup dr Lech Kaczmarek. Na początku marca 1984 zaczęto wznosić ściany górnego kościoła. Podczas pasterki 25 grudnia 1984 ks. biskup dr Tadeusz Gocłowski dokonał uroczystego poświęcenia dolnej świątyni. 
Do września 1987 kościół pokryto blachą i oszklono jego górny poziom. Nowa świątynia jest położona powyżej starego kościółka i została wspaniale wkomponowana w otaczający ją krajobraz. Bryła budynku wyraźnie odcina się od tła zalesionej skarpy.
Budynek kościoła składa się z kościoła górnego, dolnego, pomieszczeń zaplecza i magazynowych oraz wieży z dzwonnicą o wysokości siedemdziesięciu trzech metrów. Istotnym elementem w kompozycji przestrzennej nowego kościoła jest świadome, wynikające również z układu konstrukcji, otwarcie wnętrza kościoła na znajdującą się w bezpośrednim sąsiedztwie ścianę lasu. Osiągnięto to poprzez przeszklone powierzchnie ścian od północy i wschodu. Otwarty dla wiernych kościół dolny to wachlarzowa hala, której kasetonowy strop opiera się na dziesięciu filarach i ponadto na przyporach. Dla potrzeb duszpasterskich wyposażony jest tylko dolny kościół, konsekrowany w grudniu 1984. Ołtarz główny to ikona Matki Bożej Nieustające Pomocy w ramie dębowej, zwieńczonej koroną, tabernakulum, które zdobią pozłacane grecki litery alfa i omega oraz umiejscowiony między nimi krzyż.
Ikonę Matki Bożej Nieustającej Pomocy ufundowała rodzina Zalewskich a poświęcono ją 27 czerwca 1985. Ołtarz wykonany został na początku 1984 przez ks. Polaniaka — saletyna pracującego w diecezji krakowskiej. Ołtarz to dębowy stół ofiarny ozdobiony płaskorzeźbą Chrystusa błogosławiącego chleb pośród dwóch uczniów w Emaus. Obok stołu ofiarnego stoi dębowa ambona, której front zdobią cztery symbole ewangelistów. Konfesjonały i stacje drogi krzyżowej zostały przeniesione ze starego kościoła. Przy drzwiach zachodnich znajdują się prochy Antoniego Rompczyka krzewiciela polskości w Wolnym Mieście Gdańsku i wśród polonii Kaszubskiej. Miejsce to oznaczone jest marmurową tablicą. W tym miejscu zostały pochowane wszystkie szczątki ludzkie, wydobyte podczas wykopywania fundamentów nowego kościoła. Kościół górny jest w stanie surowym. Dramatyczne wydarzenia w dziejach parafii okazały się groźne w skutkach pożar poszycia dachowego uniemożliwił dalszą budowę górnego kościoła.

### Pożar kościoła
Pożar wybuchł 2 września 1999. Płonęło poszycie dachu. Wierni, strażacy i żołnierze wynosili wyposażenie kościoła, wszystko co ewentualnie mogło ulec zniszczeniu. Po 23 godzinach ogień ugaszono. Pożar całkowicie strawił dach świątyni, ale wnętrze kościoła uratowano.

### Obecnie
Świątynia została odbudowana po tragicznym pożarze dzięki ofiarności i pracy parafian udało się zrealizować bardzo wiele. Zmienił się architektoniczny kształt całego kościoła. Powstały nowe mury, które przykryto dachem. Zbudowano nowe schody, będące głównym wejściem do górnego kościoła. Została przebudowana wieża.

## Proboszczowie
- 1922–1927: ks. Jan Kamulski
  - kuratus
- 1927–1932: ks. Maximilian Piechowski
- 1932–1936: ks. Johann Wranna
- 1936–1942: ks. Stefan Sikorski
- 1942–1943: ks. Peter Thiessen
- 1943: ks. Otto Gronau
- 1943–1944: ks. Hugo Kurkowski
- 1944–1945: ks. Paul Eiberle
- 1945: ks. Jan Grodde
- 1945: ks. Leopold Lipowski
- 1945–1946: ks. Zabrocki
- 1946–1948: ks. Walerian Sześciuk
- 1948–1949: ks. Jan Cymanowski
  - administrator parafii
- 1949–1952: ks. Aleksander Kot
  - administrator parafii
- 1952: ks. Leon Śliwiński CR
  - administrator parafii
- 1952–1958: ks. Stefan Sikorski
  - administrator parafii
- 1958–1960: ks. Franciszek Napieracz
  - administrator parafii
- 1960–1989: ks. kan. Kazimierz Krucz[2]
- 1989–2022: ks. Tadeusz Chajewski[3]
- od 2022: ks. kan. mgr Krzysztof Ławrukajtis[4][5]

## Powołania z terenu parafii
- abp Zbigniew Zieliński[6][7]
  - arcybiskup metropolita poznański[8] od 2025
  - biskup diecezjalny koszalińsko-kołobrzeski[9][10] w latach 2023-2025
  - biskup koadiutor koszalińsko-kołobrzeski[11][12] w latach 2022–2023
  - biskup pomocniczy gdański[13][14][15] w latach 2015–2022
- o. Wiesław Wiśniewski[16] TDŚ
  - moderator Zakonu Ducha Świętego[17]